# アイスマン (アルバム)
『アイスマン』（Iceman）は、アメリカ合衆国のブルース・ミュージシャン、アルバート・コリンズが1991年に発表したスタジオ・アルバム。

## 解説
ヴァージン・レコード傘下のレーベル、ポイントブランクへの移籍第1弾アルバムに当たる。約4年ぶりの新作で、コリンズは本作における演奏に関して「少々違ったことを試してみたくて、よりファンキーなギター・プレイを持ち込んだ」「俺が弾くフレーズは、キッズにとっては新鮮かもしれないけど、俺は何年間もこのスタイルで演奏してきた。それで今回は、ちょっとしたアップデートを試みたのさ」と語っている。
Thom Owensはオールミュージックにおいて5点満点中2.5点を付け「アルバート・コリンズは、メジャー・デビュー作『アイスマン』においても、何も変わっていない」「彼のスタイルのファンにとっては期待通りの、堅実な作品」と評している。

## 収録曲
1. ミスター・コリンズ、ミスター・コリンズ Mr. Collins, Mr. Collins (Gwendolyn Collins) – 5:12
2. アイスマン Iceman (Eric Smith, G. Collins) – 5:04
3. ドント・ミステイク・カインドネス・フォー・ウィークネス Don't Mistake Kindness for Weakness (E. Smith, G. Collins) – 6:12
4. トラヴェリン・サウス Travellin' South (G. Collins) – 3:06
5. プット・ザ・シュー・オン・ジ・アザー・フット Put the Shoe on the Other Foot (G. Collins, Hugh Williams) – 5:30
6. アイム・ビギニング・トゥ・ワンダー I'm Beginning to Wonder (E. Smith, G. Collins) – 4:12
7. ヘッド・ラッグ Head Rag (G. Collins, J.B. Gayden, Soko Richardson) – 3:54
8. ザ・ホーク The Hawk (G. Collins, J.B. Gayden) – 2:38
9. ブルース・フォー・ゲイブ Blues for Gabe (G. Collins, J.B. Gayden, S. Richardson) – 3:43
10. ミスター・コリンズ、ミスター・コリンズ（リプライズ） Mr. Collins, Mr. Collins (Reprise) (G. Collins) – 3:56

## 参加ミュージシャン
- アルバート・コリンズ - ボーカル、ギター
- デヴィー・デイヴィーズ - リズムギター
- メイボン・ホッジス - リズムギター
- ジャック・ホルダー - リズムギター
- エディ・ハーシュ（英語版） - キーボード
- チャールズ・ホッジス - オルガン
- ジョニー・B. ゲイデン - ベース
- ソコ・リチャードソン - ドラムス、パーカッション
- アップタウン・ホーンズ - ホーン・セクション
  - クリスピン・シオー - アルト・サクソフォーン、バリトン・サクソフォーン
  - アルノ・ヘクト - テナー・サクソフォーン
  - ハリウッド・ポール・リテラル - トランペット
  - ボブ・ファンク - トロンボーン
- デビー・ジェミソン、ヴィッキ・ラヴランド - バックグラウンド・ボーカル